# Echopraksja
Echopraksja – automatyczne powtarzanie zaobserwowanych ruchów wykonywanych przez inne osoby. Występuje w upośledzeniu umysłowym, katatonii, otępieniu.